# Пономарёва, Елена Георгиевна
Еле́на Гео́ргиевна Пономарёва (род. 21 ноября 1967, Благовещенск) — российский политолог, историк и публицист; специалист по новейшей истории Балкан и «цветным революциям». Доктор политических наук (с 2010), профессор (с 2015). Профессор МГИМО (с 2011).

## Биография

### Происхождение
Родилась в городе Благовещенске Амурской области, в семье служащего. В 1978 году вместе с родителями переехала в Москву. В 1990 году окончила исторический факультет МГУ им. М. В. Ломоносова.

### Научная и преподавательская деятельность
С 1994 года работала на кафедре политологии МГИМО; с 1994 по 2000 год читала курсы «Политическая система современной России», «История политических учений» в Московском государственном институте международных отношений (МГИМО, факультет международных отношений). В 1995 году защитила кандидатскую диссертацию «Распад югославской модели федерализма» (специальность — 23.00.02). С 1998 по 2011 год — доцент кафедры сравнительной политологии МГИМО (У) МИД России (учёное звание доцента присвоено в 2002 году). С 2000 по 2007 год — старший научный сотрудник ИНИОН РАН. С 2000 года в МГИМО МИД России (факультет Политологии; курсы: «Современная российская политика», «Политология для экономистов», «Методы эмпирического исследования», «Современные технологии смены политических режимов»).
В 2000 и 2001 годах в Кыргызско-Российском Славянском Университете (КРСУ) и Международном университете Кыргызстана (Бишкек) читала курсы «Трансформация политического режима в России и странах Центральной Азии: сравнительный анализ». С 2002 по 2004 год читала курс «Основы политологии» на факультете политологии в Московском государственном лингвистическом университете. В 2010 году — лектор кафедры общественных наук Высшей школы телевидения МГУ им. М. В. Ломоносова (курс «политология»). 
В июне 2010 года защитила докторскую диссертацию «Формирование государственности на постъюгославском пространстве: внутренние и внешние факторы». В ноябре 2010 года присвоена учёная степень доктора политических наук. 
С декабря 2011 года — профессор МГИМО. В марте 2015 года было присвоено звание профессора.
В настоящее время также заместитель директора Института системно-стратегического анализа (ИСАН) и президент Международного института развития научного сотрудничества (МИРНаС).
Научные интересы: эволюция мировой политики, методология формирования государственности, проблемы национальной безопасности и устойчивого развития РФ, особенности политического процесса в России и на постсоветском пространстве, сравнительные исследования России, Запада и Балкан. Один из ведущих специалистов по новейшей истории Балкан. На основе анализа процессов государственного строительства на послеюгославском пространстве разработала методологию исследования государственности, которая может быть применима к анализу любой политии.

## Публикации

### Монографии
- Политическое развитие постъюгославского пространства (внутренние и внешние факторы). — М.: МГИМО-Университет, 2007. — 236 с. — ISBN 978-5-9228-0309-0;
- Новые государства на Балканах. — М.: МГИМО-Университет, 2010. — 252 с. — ISBN 978-5-9228-0570-4;
- Края дуги нестабильности: Балканы — Центральная Азия. — М.: Восток-Запад, 2010. — 240 с. (в соавт.) — ISBN 978-5-478-01261-8;
- Проект «Косово»: мафия, НАТО и большая политика // De Conspiratione. Сборник монографий / Сост. А. И. Фурсов. — М.: КМК, 2013. — C. 331—522.
- «Принцип домино»: мировая политика на рубеже веков. — М.: Канон+, 2016. — 312 с. (в соавт.) — ISBN 978-5-88373-501-0

Главы в коллективных монографиях
Суверенитет. Трансформация понятий и практик. — М.: МГИМО-Университет, 2008. — 228 с. (в соавт.) — ISBN 978-5-9228-0362-5.
Асимметрия мирового суверенитета. Зоны проблемной государственности. — М.: МГИМО-Университет, 2011. — 248 с. (в соавт.) — ISBN 978-5-9228-0671-8

### Учебники и учебные пособия
- Современная Россия. Политические отношения и политические институты: учебник для вузов. — М.: МГИМО-Университет, 2006. — 302 с. — ISBN 5-9228-0246-1;
- Политические отношения и политический процесс в современной России. Хрестоматия под ред. Е. Г. Пономаревой. В 2 томах. — М.: ИНИОН РАН, 2007. — 210 с., 270 с. — ISBN 978-5-248-00306-8; 978-5-248-00466-9;
- Политические институты и отношения в современной России: Учебник для вузов. — М.: РОССПЭН, 2007. — 264 с. — ISBN 5-8243-0786-5;
- Политические системы и политические культуры. Сборник учебных материалов. — М.: МГИМО-Университет, 2008. — 424 с. — (в соавт.) — ISBN 978-5-9228-0456-1
- Сравнительная политология: учебник / под ред. О. В. Гаман-Голутвиной. — М.: Аспект-пресс. — 2015. — 752 с. — ISBN 978-5-7567-0771-7;
- Современные международные отношения: учебник / под ред. А. В. Торкунова, А. В. Мальгина. — Москва: Аспект-Пресс, 2017. — 688 с.;
- Теория и технологии социальной деструкции. Глоссарий // Теория и технологии социальной деструкции (на примере «цветных революций»). — М.: Русский биографический институт, ИНЭС, 2016. — С. 366—410.
- Обществознание: учебное пособие для подготовки к ЕГЭ / отв. ред. Е. Г. Пономарева. — М.: МГИМО-Университет, 2016. — 314 с. — ISBN 978-5-9228-1480-5.

### Некоторые научные статьи
- Особенности российской политической культуры и их влияние на трансформацию политической системы // Вестник Кыргызско-Российского Славянского Университета. — 2001. — Т. 1. — № 4. — С. 1-11.
- «Новые демократии»: сравнительный анализ трансформационных процессов в Польше и «третьей Югославии» // Актуальные проблемы славянской истории XIX—XX веков. — М.: Мосгорархив, 2003. — С. 459—489.
- «Третья Югославия» как особый тип модернизации // Политическая наука. — 2003. — № 2.- С. 118—140.
- Социально-политические размежевания и развитие партийных систем на постъюгославском пространстве // Политическая наука. — 2004. — № 4. — С. 126—151.
- Хронополитическое измерение модернизационных процессов в современной Сербии // ПОЛИС. — 2005. — № 3. — С.34-43.
- Суверенитет периферийных обществ в условиях глобализации: Сербия и Черногория // Политическая наука. — 2005. — № 4. — С.151-172.
- Чечня: в поисках идентичности // Обозреватель — Observer. — 2005. — № 9. — С. 17-35.
- Этнополитический конфликт в Македонии. В 2 ч. // Обозреватель — Observer. — 2006. — № 5, 6. — С.98-108; С. 109—119.л.
- Суверенитет в условиях глобализации // Свободная мысль. — 2007. — № 11. — С.95-110.
- Балканы как точка бифуркации системы международных отношений // Вестник МГИМО-Университета. — 2008. — № 1. — С. 14-24.
- «Балканский передел» как зеркало глобализации // Обозреватель — Observer. — 2008. — № 5. — С.64-77. — (в соавторстве).
- Глобализаций versus балканизация // Свободная мысль. — 2008. — № 7. — С.31-44.
- Радован Караджич и перспективы сербской государственности // Обозреватель — Observer. — 2008. — № 11. — С.97-104.
- Балканы как зона турбулентности капитализма // Космополис. — 2008 — № 3 (22). — С. 64-78.
- Пономарева Е. Г. Босния и Герцеговина: государство-фантом // Свободная мысль. — 2009. — № 1. — С.69-84.
- Пономарева Е. Г. Государство в условиях глобализации // Свободная мысль. — 2009. — № 10. — С. 69-82.
- Авторитарный транзит периферийных стран межвоенной Европы: политологический анализ // Вестник МГИМО-Университета. — 2009. — № 6(9). — С. 188—199.
- Абсолютное оружие // Свободная мысль. — 2010. — № 1. — С. 217—223.
- Среднеазиатский узел противоречий // Свободная мысль. — 2010. — № 10. — С. 30-46. — (в соавторстве).
- Босния и Герцеговина: государство без государственности // Вестник МГИМО-Университета. — 2011. — № 1. — С. 64-76.
- Инновации как научная и политическая проблема // Свободная мысль. — 2011. — № 1. — С. 29-44. — (в соавторстве).
- Государства, корпорации и неолиберализм // Сравнительная политика. — 2011. — № 2. — С. 62-65.
- Дейтон: Ловушки и дилеммы Мирного соглашения // Международная жизнь. — 2011. — № 2. — С. 114—126.
- Почему цветная революция не революция? // Революции в отечественной и мировой истории. К 100-летию российских революций 1917 года: межд. науч. конференция. — СПб.: ФГБОУВО «СПбГУПТД», 2017 — С. 289—294.
- Экспансионизм, изоляционизм или Новое Средневековье? Америка в поисках выхода из глобального тупика / Е. Г. Пономарева // Обозреватель. — 2017. — № 4. — С. 15-32.
- «Мягкая сила» России как интеграционный ресурс // Геополитический журнал. — 2016. — № 3. — С. 9-17.
- Что такое Цветные революции и как с ними бороться? // Представительная власть. — 2016. — № 1-2. -С. 26-38.
- Евразийский мир, или почему нужны новые интеграционные проекты? // Роль субъектов Российской Федерации в укреплении сотрудничества стран ЕАЭС и ШОС (на примере Республики Башкортостан). Материалы всероссийской научно-практической конференции. — Уфа, 2015. — С. 19-25.
- Современность: тайноявное политических переворотов // De Aenigmate / О Тайне. Сб. науч. трудов. — М.: Товарищество научных изданий КМК, 2015. — С. 461—520.
- Settlement of Ethnopolitical Conflicts: The Balkan Experience / E. Ponomareva, M. Mladenovic // International Affairs. — 2012. — Vol. 58. — Nov. 4. — P. 212—224.
- Russia — North Korea: state of affairs and trends / E. Ponomareva, G. Rudov // Journal of Asian Public Policy. — 2016. — Vol. 9. — № 1. — P. 45-56.
- Публичната дипломация на Русия: балканското направление / Е.Пономарьова, М.Младенович // Международни отношения. — София. — 2016. — Год. XLV. — Кн. 3. — С. 51-62.
- «Мека моћ» Русиjе — услов њеног геополитичког успона / J. Поромарева, М. Младеновч // Српска политичка мисао. — 2016. — бр. 1. — Год. 23. — Vol. 51. — C. 11-29.
- Republic of Belarus: Internal and External Factors of Statehood Development / E. Ponomareva // Belarus: Independence as National Idea. — New York: Global Scholarly Publications, 2015. — P. 245—272.
- Теориjа и пракса «шарених револуцjа» / M. Mladenivic, E. Ponomarjova, Z. Kilibarda // Социолошки преглед. — 2012. — Год. XLVI. Бр. 4. — С. 513—533.
- Obojene Revolucije u kontekstu strategije kontralisanog haosa / J.Ponomareva, J. Rjabinin // Argumenti. — April 2017. — God. XI. — Broj 30. — S. 45-60.

### Публицистика
- По ком звонит колокол // Москва. — 2008. — № 4. — С. 165—176.
- Куда затягивает Россию «высокоскоростная дипломатия» Запада // Российская Федерация сегодня. — 2008. — № 19. — С. 62-63.
- Государство-призрак. Косово в мировой системе // Политический класс. — 2009. — № 1. — С. 30-47.
- Вывихнутый век. Кто его вправит? Хаос, конфронтация, интеграция. — М.: Книжный мир, 2016. — 352 с. — ISBN 978-5-8041-0881-7.
- Грязные войны буржуинов (серия «Игры мировых элит»). — М.: Книжный мир, 2015. — 288 с. — ISBN 978-5-8041-0754-4.
- Революция на экспорт: новые методы психоисторической войны (недоступная ссылка)
- «Даешь мировое правительство!» и другие сценарии будущего (недоступная ссылка)
- Запад или монополия на несправедливость: к итогам саммита ЕС (недоступная ссылка)
- «Сильное государство» versus новый империализм (недоступная ссылка)
- Они судят, чтобы не быть судимыми. К аресту генерала Младича
- Стратегия уничтожения Ливии